# Церковь Святого Иакова (Поврожник)
Церковь Святого Иакова (пол. Cerkiew św. Jakuba) — деревянный римско-католический (бывший лемковский греко-католический) храм в селе Поврожник Малопольского воеводства. В 2013 году храм был включен в список Всемирного наследия ЮНЕСКО вместе с другими деревянными церквями Карпатского региона Польши и Украины.

## Описание
Храм в Поврожнике известен с 1604 года, но из оригинальной постройки сохранилась только ризница. Внешний вид современной церкви был сформирован в XVII—XVIII веках. Однако здание значительно перестроили во время реконструкции 1813 года. Церковь переместили из старого места на новое из-за риска затопления.
Церковь относится к классическим образцам лемковского стиля. Имеет тридильний план, башню-колокольню с наклонными стенами, которую венчает деревянная шатер с кованым крестом. На башне установлен колокол 1615 года. Над нефом возвышается главка покрытая палаточной крышей. Алтарь снаружи также увенчан небольшой главкой. Церковь, как было принято в древних лемковских храмах, имеет окна только на южной стороне. Это имело практическое (защита от снега и порывов ветра) и мистическое значение (по народным поверьям, силы зла приходили с севера). После операции «Висла» 1947 года, когда лемки были переселены на западные территории Польши, храм стал использоваться римско-католической церковью.
В храм не фресок, зато сохранился иконостас XVIII века. В связи с использованием церкви католиками она была переоборудована: икону Деисус и пророков разместили на восточной стене нефа, другие иконы висят прямо на алтарной стене. Сохранились иконы из предыдущего иконостаса XVII века, а также образы «Страшного суда» (1623) и «Оплакивание Христа» (1646).
Храм окружен каменными стенами со статуями святых.